# Hurley, Wisconsin
Hurley är administrativ huvudort i Iron County i delstaten Wisconsin i USA. Orten har fått sitt namn efter advokaten M.A. Hurley. Enligt 2010 års folkräkning hade Hurley 1 547 invånare.